# Симферопольская улица (Самара)
Симферо́польская у́лица — одна из центральных улиц посёлка Управленческий, города  Самары.
Начинается с пересечения с Крайней улицей, заканчивается в пересечении с Красноглинским шоссе.

## Пересечения
Пересекается с улицами:
- Сергея Лазо
- Академика Кузнецова,
- Красногвардейская,
- Солдатская.

## Структура застройки
На улице представлены как элитные дома советской постройки, построенные в 50-х годах, для руководящего состава завода СНТК в начальной части, так и стандартные четырёхэтажные «хрущевки» 60-х годов, и двухэтажки, построенные в 40-е годы, как временное жильё для работников завода СНТК Кузнецова.

## Происхождение названия
Улица названа в честь города Симферополя.

## Известные здания
На улице находятся:
- Поликлиника № 7,
- районный ЗАГС (в пересечении с Сергея Лазо)
- поселковая Баня, (в пересечении с Красногвардейской)
- Рынок,
- ТЦ «Виктория»,
- Супермаркет «Элит»,
- нотариальная контора (ранее банк «Солидарность»),
- два минимагазина по продаже компьютеров и комплектующих к ним.

Также несколько павильонов, киосков и магазинов.

## Транспорт
По улице ходит тот же транспорт, что и в посёлке Управленческий (1, 45, 50, 221, 232 и др.), за исключением пересекающих её маршрутов — 1к и 210.